# Szentgyörgyi Kornél
Szentgyörgyi Kornél (Budapest, 1916. október 30. – Budapest, 2006. szeptember 25.) Kossuth- és Munkácsy-díjas magyar festőművész.

## Életpályája
Szentgyörgyi (Bzdnek) Gyula Tamás (1885–1944) és Major Mária (1887–1956) fia. 1935-41 között tanulmányokat folytatott a Magyar Képzőművészeti Főiskolán, mesterei Karlovszky Bertalan és Szőnyi István voltak. Római ösztöndíjas időszakában, 1942-ben Rómában, a Cinecittàhoz tartozó főiskolán díszlettervezést tanult. 1948–52-ben a csepeli képzőművészeti szabadiskolát vezette. 1952–56-ban tagja volt a Honvéd Képzőművészeti Stúdiónak. 1938-tól kiállító művész, történelmi képeivel és életképeivel vált ismertté. Az 1950-es években a munkáséletet és a katonaéletet ábrázoló szocreál stílusban festett képei megfeleltek a hivatalos művészeti irányzatnak. Imre Istvánnal közösen festett Almaszedők című képét 1953-ban Kossuth-díjjal jutalmazták.
Az 1960-as években eltávolodott a szocreál stílustól, a látványelemek absztrahálásával eljutott a konstruktív, dekoratív táj- és csendélet kompozíciókig, majd a teljes absztrakcióig. Életének végső alkotó időszakában ritmikus szín- és formakompozíciókat festett. A Fészek Művészklub tiszteletbeli tagja volt.
Műveit a Magyar Nemzeti Galériában, a Petőfi Irodalmi Múzeumban, a Szolnoki Képtárban, a Várpalotai Múzeumban, a szlovákiai Dunaszerdahelyi Galériában, a lengyelországi Słupsk Múzeumban, valamint hazai és külföldi magángyűjteményekben őrzik. Sok munkája sikeresen szerepelt a párizsi L'Hotel Drouot festményaukcióin.

## Művei
- 1952 Almaszedők (Imre Istvánnal)
- 1958 Virágcsendélet bokályban (olaj, vászon, 61×81 cm)
- 1961-64 Épül az Erzsébet híd (olaj, farost, 60×80 cm)
- 1962 Balatoni táj (olaj, farost, 60×80 cm)
- 1968 Zebegényi táj (olaj, vászon, 70×80 cm)
- (Év nélkül) Női portré (olaj, vászon, 41×31 cm)
- (Év nélkül) Fák (olaj, farost, 60×80 cm)
- 1988 Leletek (olaj, farost, 60×80 cm)
- (Év nélkül) Gondolkodó (Női portré, olaj, vászon, 70×80 cm)
- (Év nélkül) Csendélet (olaj, vászon, 60×80 cm)
- (Év nélkül) Fészek
- (Év nélkül) Folyópart (olaj, farost, 70×80 cm)
- 2006 Budapest látképe (olaj, vászon, 38×64 cm)

## Köztéri művei
- Pannó (Tanácsháza, Sárvár)
- Freskó (Komló)
- Üvegablak (Veszprém Megyei Tanács, Veszprém)
- Gobelin (Honvédelmi Minisztérium, Budapest)

## Egyéni kiállítások
- 1942. Róma (Accademia d'Ungheria)
- 1969. Szeged (Gulácsy Terem)
- 1970. Budapest (Mednyánszky Terem)
- 1973. Szombathely (Derkovits Terem)
- 1975. Miskolc (Szőnyi Terem)
- 1977. Budapest (Csók Galéria)
- 1978. Kölesd (Művelődési Ház)
- 1979. Lugano (Galleria Palladio)
- 1983. Parma (Galleria "Il nuovo Fuso")
- 1983. Pécs (Ferenczy Galéria)
- 1983. Budapest (Csepeli Iskola Galéria)
- 1984. Kiskőrös (Művelődési Ház)
- 1985. Budapest (Gutenberg Művelődési Otthon)
- 1986. Budapest (Vigadó Galéria)
- 1988. Nagykanizsa (Művelődési Központ)
- 1991. Zürich (E.D.V. Berätung A.G.)
- 1991. Bécs (Collegium Hungaricum)
- 1992. Budapest (Csontváry Terem)
- 1993. Budapest (Lord Major Galéria)
- 1996. Budapest (T.M. Galéria)
- 2006. Budapest (Magyar Borok Háza)

## Díjak
- 1940. Balló Ede utazási díj
- 1941. A Képzőművészeti Főiskola Kitüntető Érme
- 1941. Magyar Állami Római Ösztöndíj
- 1952. Munkácsy Mihály-díj
- 1953. Kossuth-díj
- 1982. Accademia Italia „Aranyérem” (Salsomaggiore Terme)
- 1982. Arany Kentaur-díj (Olaszország)

Csók emlékérem; Szolnoki biennále díja; Nagymarosi Nyári Tárlat díja; Budapesti Történeti Múzeum díja; és még sok elismerés és díjazás.

## Publikációk
- 1969. Délmagyarország (Akácz)
- 1970. Ország Világ (B.E.)
- 1970. Magyar Hírlap (Bojár Iván)
- 1970. Katalógus előszó (D. Fehér Zsuzsa dr.)
- 1973. Vas Népe (Kulcsár J.)
- 1979. Cronaca di Lugano (M. Manvati)
- 1979. Vas Népe (b.r.)
- 1980. Mestermunka (Stuber S.)
- 1981. Katalógus előszó (Kollányi Ágoston)
- 1981. Ádám (Gombos László)
- 1981. Pesti Műsor (Csorba Mária)
- 1982. Premio Centauro D'Oro (Lexikon)
- 1982. Gazzetta di Parma (G. Cavazzini)
- 1983. Pest megyei Hírlap (Losonczi Miklós)
- 1983. Magyar Nemzet (Ember Mária)
- 1984. Katalógus előszó (Kollányi Ágoston)
- 1984. Pesti Műsor (Csorba Mária)
- 1986. Magyar Hírlap (Kenessey András)
- 1986. Élet és Irodalom (Vadas József)
- 1986. Új Tükör (Ury Ibolya)
- 1986. Népújság (Heves)
- 1986. Daily News
- 1986. Katalógus előszó (Ember Mária)
- 1986. Katalógus előszó (Pogány Ö. Gábor)
- 1987. Pesti Műsor (Csorba Mária)
- 1988. Zalai Hírlap (P.É.)
- 1990. La Gazette (Párizs)
- 1990. Mayer Katalógus
- 1991. Mai Nap (Eszes)
- 1991. Magyar Nemzet (Ember Mária)